# Aquilino Morelle
Pour les articles homonymes, voir Morelle.
Aquilino Morelle, né le 5 juin 1962 à Paris, est un médecin, haut fonctionnaire et militant politique français.
Il a notamment été conseiller de Lionel Jospin, lorsque celui-ci était Premier ministre, de 1997 à 2002, et conseiller politique au cabinet du président de la République François Hollande, du 15 mai 2012 au 18 avril 2014.

## Biographie

### Enfance et études
Né dans une famille d'immigrés espagnols asturiens (des municipalités de Mieres et Langreo), Aquilino Morelle passe toute son enfance dans le quartier populaire parisien de Belleville, et une partie de son adolescence au 59 rue Boissière, dans le 16e arrondissement de Paris.
Son père était également prénommé Aquilino avant de franciser son prénom en Achille lors de sa naturalisation. C'était un ouvrier affûteur chez Citroën à Javel puis à Nanterre ; sa mère, Elena Morelle, née Suarez, était femme au foyer,. Il a cinq sœurs aînées dont quatre nées en Espagne et un frère cadet.
Après des études secondaires au lycée Claude-Bernard, il s'inscrit en médecine. Par la suite, il effectue son internat aux Hôpitaux de Paris (AP-HP ; 1985 à 1988),. Parallèlement à ses études de médecine (il n'a cependant jamais exercé), il intègre Sciences Po (promotion 1988, section Service Public), puis réussit au concours d'entrée à l'ENA, dont il sort diplômé en 1992 dans la promotion Condorcet,.

### Carrière
Aquilino Morelle exerce son premier poste à l'Inspection générale des affaires sociales (IGAS), où il se penche sur l'affaire du sang contaminé à travers une étude sur les collectes de sang en prison. Il tire de cette expérience l'ouvrage La Défaite de la santé publique. En 1992, il vote « non » au traité de Maastricht.
De 1997 à 2002, il est la « plume » du Premier ministre Lionel Jospin.
En 1998, il reçoit la distinction de « Young Leader » décernée par la French-American Foundation-France et, en 2000, participe au programme organisé par la même fondation.
Aux élections municipales de 2001, il est candidat pour le Parti socialiste à la mairie de Nontron en Dordogne,, où il est battu au premier tour par le maire RPR sortant Pierre Giry.
Investi par le PS pour les législatives de 2002 dans la deuxième circonscription des Vosges, il renonce finalement à se présenter, sous la pression de Christian Pierret, ancien député de cette même circonscription et ministre du gouvernement Jospin, qui lui demande de se désister en faveur du député PS sortant Claude Jacquot. Après l'élimination de Lionel Jospin au premier tour de l'élection présidentielle, Christian Pierret, considère que « la proximité d'Aquilino Morelle avec Lionel Jospin était un handicap ». Claude Jacquot sera battu au second tour par le candidat UMP Gérard Cherpion.
Après 2002, Aquilino Morelle part travailler chez Euro RSCG aux États-Unis (il officie dans la branche Santé, pour le compte de laboratoires pharmaceutiques), mais revient en politique à partir de 2004. En 2005, il soutient, avec Laurent Fabius notamment, le « non » au référendum sur le traité constitutionnel européen.
En 2004, en marge de l'enquête sur Georges Panayotis (en) mis en cause pour abus de bien sociaux, la Brigade financière découvre qu'Aquilino Morelle, alors qu'il était conseiller de Lionel Jospin en 2001, est intervenu pour faire obtenir la Légion d'honneur à Panayotis et s'est fait offrir par celui-ci un séjour à Venise avec une forte remise au Sofitel de cette ville. Face à ce qui pourrait s'apparenter à un trafic d'influence, Aquilino Morelle est placé en garde à vue et son domicile est perquisitionné. L'affaire n'aura pas de suite pour l’intéressé.
En 2007, il est candidat aux élections législatives sous l'étiquette du Parti socialiste dans la 6e circonscription de Seine-Maritime, où il est battu au premier tour, n'arrivant pas à s'imposer entre le communiste Jean-Paul Lecoq (qui sera finalement élu) et le député UMP sortant Denis Merville. Il réintègre alors l'IGAS.
Il est chargé de rédiger un rapport sur le Mediator. Selon Le Figaro,  Xavier Bertrand, ministre de la Santé au moment où éclate le scandale, en 2010, avait choisi Aquilino Morelle comme inspecteur Igas pour cette mission. Celui-ci est un « vieil ami de Didier Tabuteau », directeur général de l'Agence du médicament (actuelle Agence nationale de sécurité du médicament et des produits de santé) de 1993 jusqu'en 1997, avec qui il a écrit un ouvrage intitulé La Santé publique (2010) et tous les deux enseignent à Sciences Po au sein de la chaire santé, dont le responsable est Didier Tabuteau. C’est le rapport Igas qui servira de canevas à l’information judiciaire. Le rapport de l’Igas rendu public le 15 janvier 2011 fait l’impasse sur la période Tabuteau à l’Agence.
En 2011, après avoir corédigé le rapport de l'IGAS sur l'affaire du Mediator, il est le directeur de campagne d'Arnaud Montebourg lors de la primaire présidentielle socialiste de 2011. Celui-ci déclare à son sujet : « c'est un génie politique, Aquilino ! Il voit plus loin, plus fort que n'importe qui », ce qui permet au député de Saône-et-Loire d'être le « troisième homme » de la primaire.
Lors de la campagne pour l'élection présidentielle française de 2012, il rédige des discours pour le candidat François Hollande. Le journal Mediapart affirme qu'en réalité Aquilino Morelle aurait utilisé un nègre littéraire pour les écrire, l'ancienne plume Paul Bernard. « Alerté, le président a fini par sortir le nègre des griffes du conseiller en décembre 2012 », assure le journal,.

### Conseiller de François Hollande
Le 15 mai 2012, Aquilino Morelle est nommé conseiller politique auprès du président François Hollande. Début février 2014, il est également nommé « chef du pôle communication » de l'Élysée,. Selon Libération, « dans l’imaginaire commun, Aquilino Morelle est ce conseiller politique, tombé pour avoir fait venir un cireur de chaussures à l’Elysée. »
Le 17 avril 2014, une enquête de Mediapart révèle qu'il a conseillé des laboratoires pharmaceutiques pendant qu'il exerçait à l'IGAS et qu'il aurait été un collaborateur du laboratoire danois Lundbeck. L'enquête de Mediapart signale aussi d'autres comportements critiquables, dont l'utilisation des moyens de la République pour des affaires privées,. Dès le lendemain des révélations de Médiapart, le 18 avril, Morelle se voit contraint par François Hollande de démissionner de ses fonctions de conseiller à l'Élysée,. « Aquilino Morelle a pris la seule décision qui s'imposait », déclare François Hollande. Les commentaires médiatiques très abondants dépassent rapidement la personne de Morelle pour décrire les effets de cette affaire sur l'image du pouvoir : Le Monde voit ainsi dans cette affaire « une tache » sur la « République exemplaire » proclamée par François Hollande.
Le 18 avril 2014, une enquête préliminaire visant l'ex-conseiller est ouverte par le parquet national financier, en rapport avec ses liens passés supposés avec des laboratoires pharmaceutiques,. Il est remplacé dans sa fonction de conseiller en communication à la présidence par Gaspard Gantzer le 23 avril 2014. À la mi-mai, l'IGAS écrit à François Hollande pour exiger une procédure administrative à l'encontre d'Aquilino Morelle. L'enquête préliminaire est classée sans suite le 8 février 2015.
Le 10 septembre 2014, dans une interview accordée à l'hebdomadaire Le Point, Aquilino Morelle compare son éviction et celle d'Arnaud Montebourg au « génocide du Rwanda ». À l'Agence France-Presse, il nie ses propos, mais les confirme à Europe 1 ; Étienne Gernelle, directeur du Point, les confirme également. En novembre 2014, Aquilino Morelle n'avait encore reçu aucune sanction pour ses prises de parole ni pour le conflit d'intérêts avec un laboratoire pharmaceutique, alors que Mediapart dévoile un projet de réforme des procédures disciplinaires qui rendrait difficile une sanction. Bien que le conflit d'intérêts soit établi, aucune enquête n'est ouverte, d'où l’absence de sanction contre Morelle et le fait qu'il n'ait pas remboursé les sommes perçues en violation des règles déontologiques de l'IGAS.

### Retour à l'IGAS
Revenu à l'IGAS, Aquilino Morelle publie en janvier 2017 le livre L’Abdication aux éditions Grasset, dans lequel il critique le manque de volontarisme économique de François Hollande, le ralliement de ce dernier aux thèses libérales et l'accuse d'être responsable de son éviction de l’Élysée en divulguant lui-même l'affaire des cirages de chaussures : « [Hollande] a ordonné à ses sicaires de constituer un dossier à charge contre moi, de "monter un chantier" comme l'on dit dans le milieu de la police », ce que nie Mediapart, l'organe de presse à l'origine des révélations sur Aquilino Morelle.
Il soutient et conseille Arnaud Montebourg pour la primaire citoyenne de 2017.

### Autres fonctions
Aquilino Morelle est maître de conférences à Sciences Po et professeur associé à l'université Paris I Panthéon-Sorbonne, depuis 2004.

### Vie privée
Aquilino Morelle a été marié à la journaliste Élizabeth Martichoux, avec qui il a eu deux enfants.
Il vit ensuite avec Laurence Engel, énarque (promotion Condorcet), conseillère à la Cour des comptes et ancienne directrice de cabinet d'Aurélie Filippetti au ministère de la Culture jusqu'au 15 mai 2014, puis médiatrice du livre, présidente du conseil d'administration de l'Institut national d'histoire de l'art et présidente de la commission financière de l'AFP. Elle a été nommée en 2016 présidente de la Bibliothèque nationale de France (BnF). Ils ont trois enfants.

## Publications
- La défaite de la santé publique, Paris, Flammarion, 1996, 389 p. (ISBN 978-2-08-211563-6, BNF 35811612)
- Avec Didier Tabuteau, La Santé publique, Paris, Presses universitaires de France, coll. « Que sais-je ? », 2010, 126 p. (ISBN 978-2-13-057094-3, BNF 42253937)
- L'Abdication, Paris, Grasset, 2017, 401 p. (ISBN 978-2-246-85529-3, BNF 45194477)
- L'opium des élites : comment on a défait la France sans faire l’Europe, Paris, Grasset, 2021
- La Parabole des aveugles : Marine Le Pen aux portes de l'Élysée, Grasset, 2023